# Werner I d'Asburgo

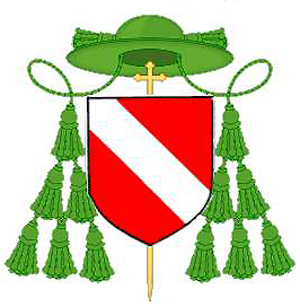
Stemma dei vescovi di Strasburgo.

Werner I d'Asburgo (tra il 978 e il 980 – Costantinopoli, 28 ottobre 1028) è stato vescovo di Strasburgo.

## Biografia
Figlio di Lanzellino, conte di Altenburgo (della Casa d'Asburgo), e di Lutgart, Contessa di Nellenbourg; fratello di Radbot, fu investito della carica di vescovo di Strasburgo dall'imperatore Ottone III nel 1001.
Nel 1002 Strasburgo venne assediata dal duca di Svevia Ermanno II e dal genero e duca di Carinzia Corrado, nel contesto della successione al trono imperiale; i due riuscirono a penetrare nella città del vescovo e alcuni svevi, all'insaputa dei loro comandanti, saccheggiarono e diedero fuoco alla cattedrale della città. Ermanno in seguito si fece perdonare donando una sua proprietà e offrendosi di restaurare l'abbazia di Santo Stefano, situata nella città. Nel 1015 pose la prima pietra nel sito di costruzione della cattedrale di Strasburgo; nel 1027 fece edificare un castello appartenente agli Asburgo sul fiume Aar, e nello stesso anno fece erigere anche l'abbazia benedettina di Muri nei pressi di Lenzburg.
Favorì gli imperatori Enrico II e Corrado II. Morì di febbre il 28 ottobre 1028 presso Costantinopoli, ove si era recato per conto di Corrado II.